# Tronc (Unternehmen)
Tronc, Inc. (Eigenschreibweise tronc; früher Tribune Publishing) ist ein US-amerikanisches Medienunternehmen. Tronc gibt eine Reihe von Tageszeitungen heraus und betreibt Tabloid Online Nachrichtenangebote. Der Konzern wurde 2014 aus Tribune Media abgespalten und hat seinen Sitz wie dieser in Chicago, Illinois. 
Zu Troncs Portfolio gehören große und traditionsreiche US-Tageszeitungen wie die Chicago Tribune, die New York Daily News, der Hartford Courant, der Orlando Sentinel, Sun-Sentinel aus Fort Lauderdale und die The Baltimore Sun. Zusätzlich werden eine Reihe lokaler Tageszeitungen verlegt, die meist zu den Verlagsgruppen der großen Zeitungen des Tronc-Portofolios gehören. 
Zurück geht die heutige Firma Tronc auf die traditionsreiche Tribune Company. 1847 mit der Chicago Tribune entstanden, arbeitete Tribune Publishing als Teil der Tribune Company. Im August 2014 wurde die Tribune Publishing in ein eigenes Unternehmen überführt und nennt sich seit Sommer 2016 tronc ("Tribune online content").